# پوچینش
پوچینش (به آلمانی: Pöttsching) یک منطقهٔ مسکونی در اتریش است که در ناحیه ماترسبورگ واقع شده‌است. پوچینش ۲٬۷۹۶ نفر جمعیت دارد.